# 半島横断線

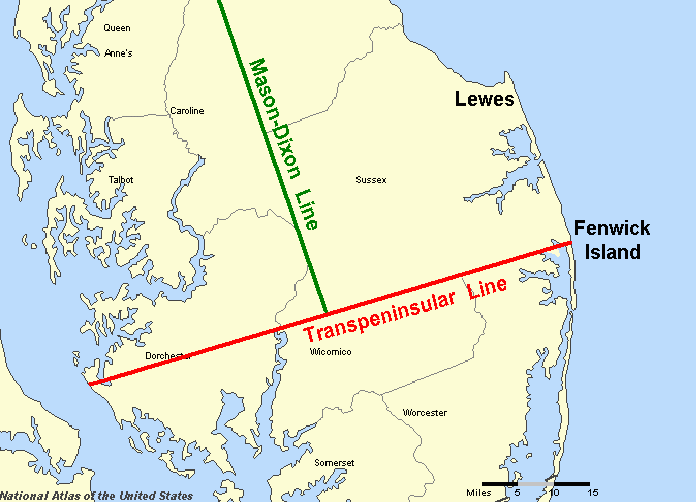
半島横断線（赤）とメイソン＝ディクソン線の一部となる接線（緑）

デルマーバ半島横断線（はんとうおうだんせん、Transpeninsular Line）とは、米国東部デルマーバ半島を横断する概ね北緯38度27分緯線に沿って測量された線で、その東側半分がデラウェア州とメリーランド州の境界となっている。単に半島横断線とも呼ばれる。この線の中点から北に向かい12マイル円に達する線もデラウェアとメリーランドの境界となっている。

## 概要
1751年、デルマーバ半島大西洋岸地方に植民したスウェーデン人らのうち少なくとも一部が Cape Hinlopen（ヒンロペン岬）と呼んだ地点（ここはフェンウィック島としてのほうがより良く知られている）を起点としデルマーバ半島を東西に横切る直線についての測量が行われ、これがデラウェア州のメリーランド州に対する南側の境界線となった。フェンウィック島の24マイル北のルイス (Lewes) の町の近くに、もう一つの Cape Henlopen（ヘンロペン岬）がある。”Henlopen” には様々な表記（スペリング）変化があり、ある専門家は「逃亡岬」を意味すると主張しているが、概ね「中に入る」とか「接近する」といった意味を持つ。二つある ”Cape Henlopen” の位置に関する混乱は、ペン (Penn) 家（ペンシルバニア）とカルバート (Calvert) 家（メリーランド）境界線論争が長期化した最大の理由となった。カルバート家はルイスにある岬が境界線のスタート点であるべきだと主張した。皮肉にも、問題解決のために示されたこの地図は1732年にチャールズ・カルバートがこのために作成したが、この地図には Cape Henlopen がフェンウィック島に存在するように書かれていた。だがこのカルバートの地図は元々1651年にウィリアム・ペンがニコラス・ヴィスヒャーを雇って作成させた地図を基にしていた。カルバートは最終的にはペンの地図を受け入れたが、この地図のCape Henlopen は北緯38度27分の位置に示されていた。カルバートは英国の裁判所にこの地図を提出した後に間違いに気づき、件の地図を改めて作成しなおし、これと既提出分を差し替えようと工作したが受け入れられなかった。もし実際のルイス近くのほうの Cape Henlopen が横断線の出発点に採用されたなら、デラウェアは現在のその総面積の三分の一以上に相当するおよそ 1,000 平方マイル（およそ 2,600 平方キロメートル）ほど小さいものとなっていた。1751年に裁判所が指定したチェサピーク湾のポイント（ペンのCape Henlopen）から測量が行われた。続いて1763年には（メイソン＝ディクソン線で有名な）チャールズ・メイソンとジェレマイア・ディクソンによる半島を南北に縦断する境界線の測量が行われた。
半島横断線はデルマーバ半島にあったいくつかの町や集落を二つの州に分断してしまった。最も有名な事例はデルマーの町であり、現在でもデラウェア、メリーランドの両州に同名の地名が残っている。
半島横断線の設置標識（マーカー）は、メリーランド州オーシャンシティ146ストリートの北側境界にあるフェンウィック島灯台近くに見ることができる。半島横断線の中点マーカーはデルマーとマーデラスプリングスの間の州道54号線北側の道路脇にある。これはメイソン＝ディクソン線の終端も兼ねている。